# Er ist wieder da (film)
Er ist wieder da is een Duitse filmkomedie uit 2015, geregisseerd door David Wnendt, naar het gelijknamige boek van Timur Vermes. De film is een mix van fictie en mockumentary. Een gedeelte van de scènes in de film is geënsceneerd, maar in heel wat scènes trok de acteur Oliver Masucci in Hitler-kostuum de straat op en filmden de camera's de echte reacties van mensen.

## Plot
Adolf Hitler, in de film vertolkt door Oliver Masucci, wordt op een dag in 2014 wakker in Berlijn, op de plek waar hij zichzelf op 30 april 1945 van het leven beroofde. Gedesoriënteerd trekt hij door de straten van Berlijn en verbaast zich over hoe sterk Duitsland sinds 1945 is veranderd. Hij wordt opgemerkt door de net ontslagen journalist Fabian Sawatzki, vertolkt door Fabian Busch, die ervan overtuigd is dat Hitler een imitator en komiek is. Wanneer Sawatzki besluit hem te volgen op zijn tocht doorheen Duitsland, groeit Hitler al snel uit tot een mediafiguur. Iedereen denkt dat hij een komische act is, wat hem toelaat een succesvolle carrière uit te bouwen op televisie en internet.

## Rolverdeling
- Oliver Masucci - Adolf Hitler
- Fabian Busch - Fabian Sawatzki
- Christoph Maria Herbst - Christoph Sensenbrink
- Katja Riemann - Katja Bellini
- Michael Kessler - Michael Witzigmann
- Franziska Wulf - Krömeier
- Thomas Thieme - Omroephoofd Kärrner
- Lars Rudolph - Kiosk-eigenaar
- Nina Proll - Moeder Sawatzki
- Michael Ostrowski - Rico Mancello
- Christoph Zrenner  - Gerhard Lummlich
- Gudrun Ritter - Grootmoeder Krömeier
- Ramona Kunze-Libnow - Moeder Sawatzki
- Maximilian Strestik - Ulf Birne
- Frank Plasberg - zichzelf
- Piet Fuchs - Maik
- Katharina Abt - Kokkin

## Prijzen
De film ontving in 2016 een Bambi en een CIVIS Kinopreis.